# Chlidonias
Chlidonias là một chi chim trong họ Laridae.

## Hình ảnh

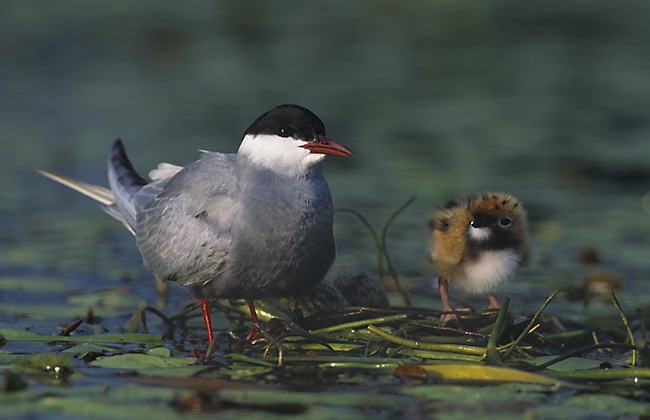
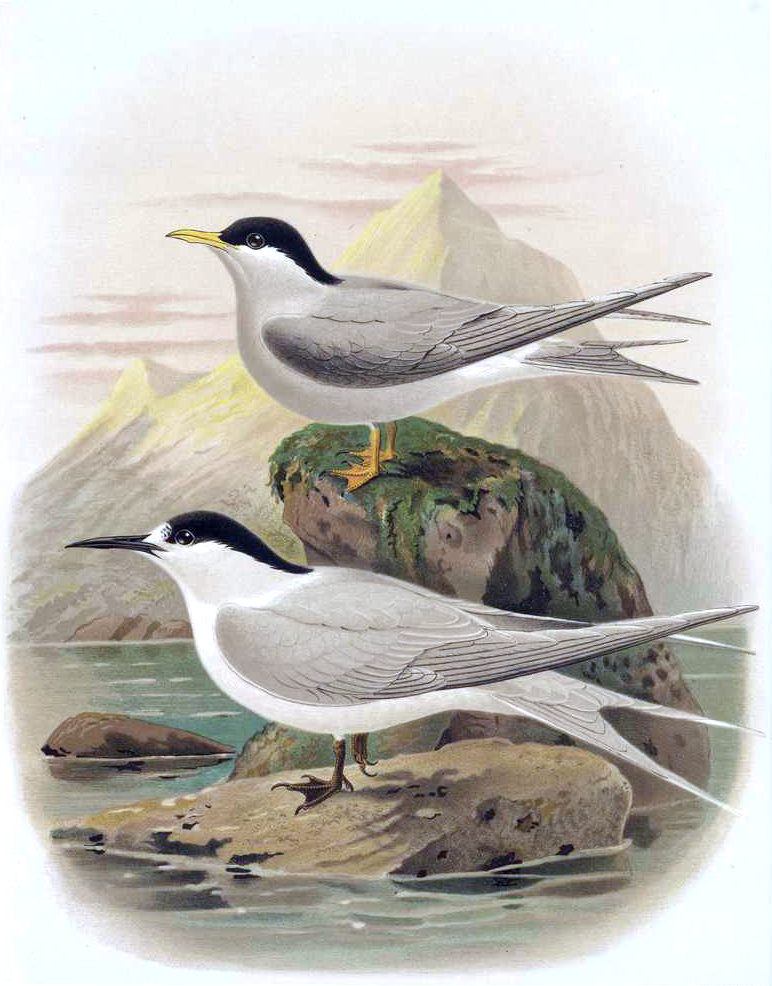
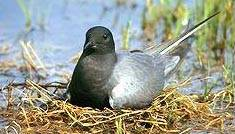